# Waite Park
Waite Park – miasto w Stanach Zjednoczonych, w stanie Minnesota, w hrabstwie Stearns.